# Alvin C. York
Alvin C. York (Sergeant York) (13. december 1887 – 2. september 1964), var en amerikansk krigshelt fra første verdenskrig, hvor han blandt andet fik tildelt den højeste amerikanske krigsorden, Medal of Honor, for at lede et angreb på en tysk maskingevær-rede hvor der blev erobret 32 maskingeværer, dræbt 32 tyske soldater og taget 132 fanger. York var korporal på aktionens tidspunkt og blev hjemsendt med rang af sergent.
Denne aktion fandt sted under den amerikanerne ledede styrke i Meuse–Argonne offensiven i 1918, Frankrig.

## Medal of Honor citation
Efter at hans deling havde pådraget sig svære tab og tre underofficerer dræbt eller såret, overtog korporal York kommandoen. Uden frygt angreb han med syv mænd en maskingevær-rede, som havde sat hans deling under dødelig og vedvarende ild.
Denne heroiske indsats bevirkede at maskingevær-reden blev erobret samt fire officerer og 128 mænd tilfangetaget plus flere våben erobret.

## Militære ordner og udmærkelser
- Medal of Honor
- Distinguished Service Cross
- World War I Victory Medal
- American Campaign Medal
- World War II Victory Medal
- Fransk Légion d'honneur
- Fransk Croix de Guerre med palmer
- Italiensk Croce di Guerra
- Montenegrinsk krigsmedalje

## Trivia
Der blev i 1941 indspillet en film under titlen Sergeant York med den amerikanske skuespiller Gary Cooper i hovedrollen som York.
Bandet Sabaton udgav på deres album "The Great War" en sang under titlen "82nd All the Way" der omhandler Alvin York's handlinger der førte til hans Medal of Honor.